# Scaphiophryne marmorata
Scaphiophryne marmorata Boulenger, 1882 è una rana della famiglia Microhylidae, endemica del Madagascar.

## Descrizione
È una rana di taglia medio-piccola, che raggiunge i 32–36 mm di lunghezza nei maschi, e i 35–44 mm nelle femmine.
La colorazione del dorso è verde con striature simmetriche bruno-nerastre. La pelle presenta un certo numero di granulosità, con alcuni rilievi più pronunciati in corrispondenza delle spalle.

## Distribuzione e habitat
Questa rana è diffusa nelle foreste pluviali del Madagascar centro-orientale, da Zahamena sino ad Andasibe, ad altitudini comprese tra 100 m e 1.000 m.

## Biologia
È una specie particolarmente elusiva le cui abitudini sono ancora poco note. Recenti osservazioni indicano che lo sviluppo dei girini avvenga in pozze temporanee poco profonde nella foresta pluviale.